# الساحل (إفريقيا)

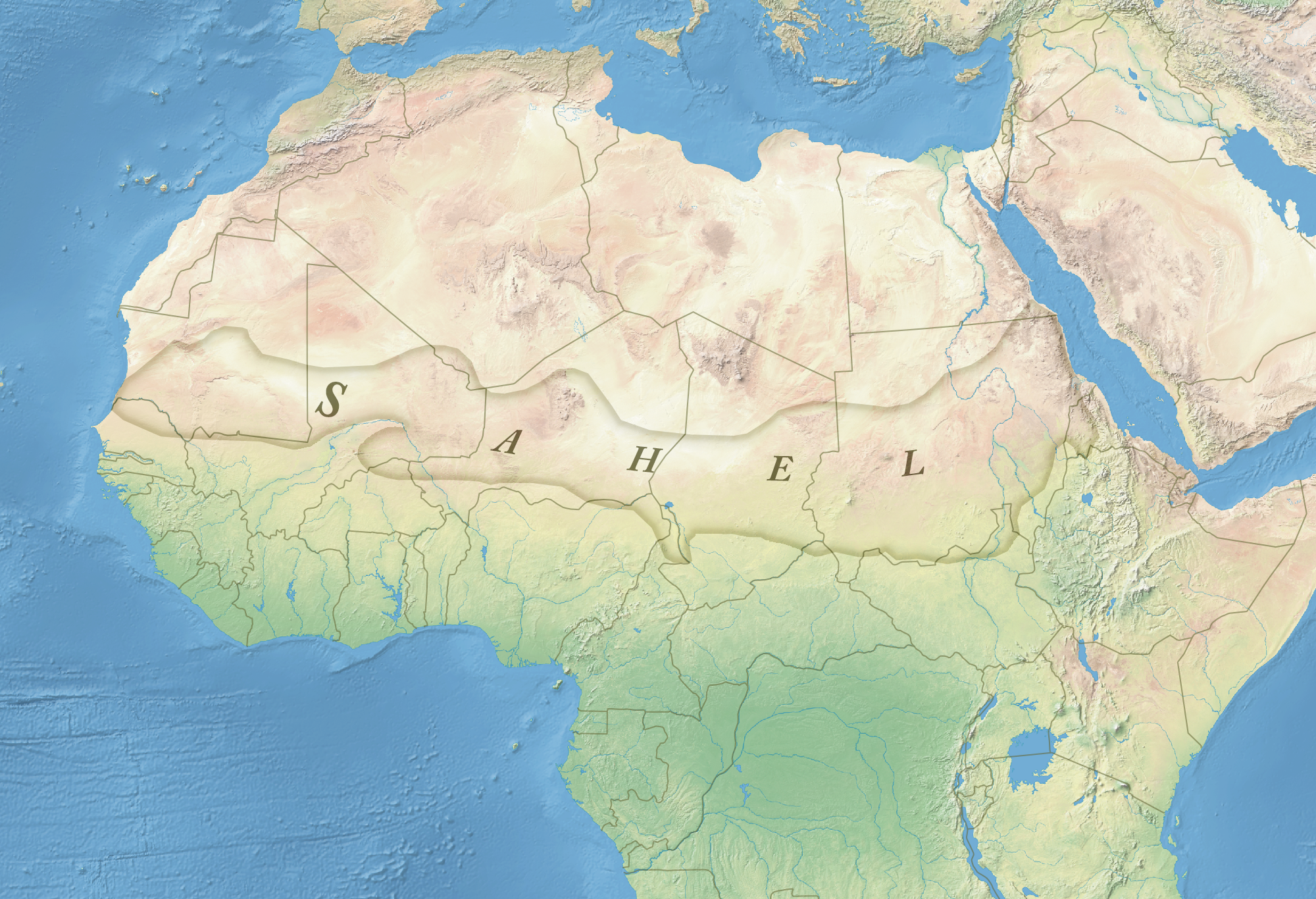
منطقة الساحل في إفريقيا: تشكل حزاما عرضه يمتد على مسافة من المحيط الأطلسي وصولاً إلى البحر الأحمر

الساحل الإفريقي هي منطقة سافانا شبه قاحلة استوائية وهو حزام له طابع بيئي متجانس تحده الصحراء الكبرى من الجنوب في إفريقيا. ويعتبر في الكثير من الخواص المرحلة الانتقالية من الصحراء الكبرى شمالا إلى المنطقة الأكثر خصوبة جنوبا، والتي عرفت تاريخيا باسم بلاد السودان.

## الإمارات الساحلية
ضمت منطقة الساحل عديد الإمبراطوريات الإسلامية وقد دمرتها حملات الاستعمار الفرنسي في القرن التاسع عشر والعشرين.

## التسمية
اُقتُرِح أن الكلمة قد تكون مشتقة في الأصل من الكلمة العربية «سهل» بدلا من ساحل.

## الجغرافيا

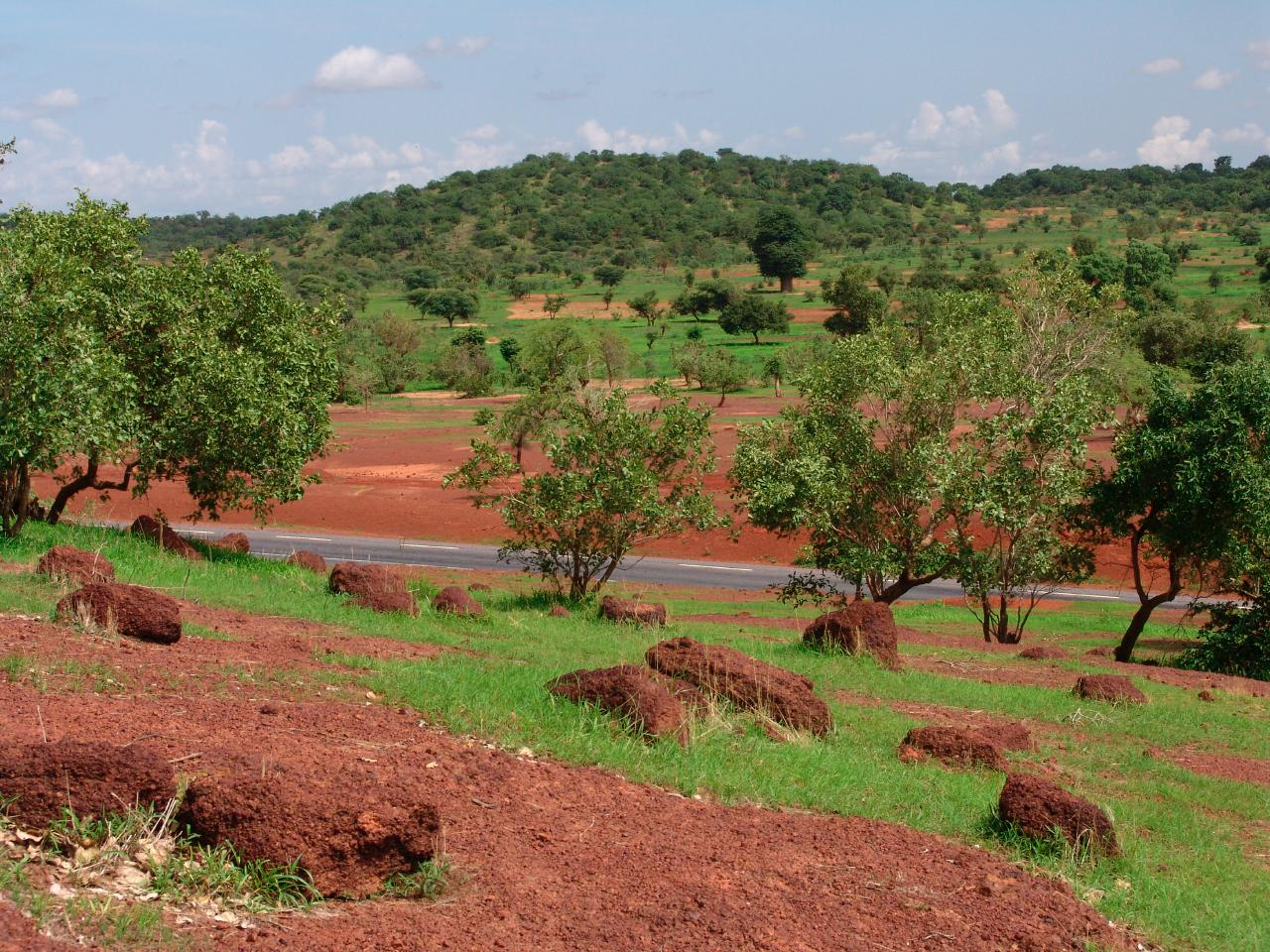
الخضرة المورقة لغابات الساحل في موسم الأمطار ، على طول طريق باماكو - كايس في مالي. الأشجار في المقدمة هي من نوع أكاسيا. لاحظ شجرة التبلدي الإصبعي.

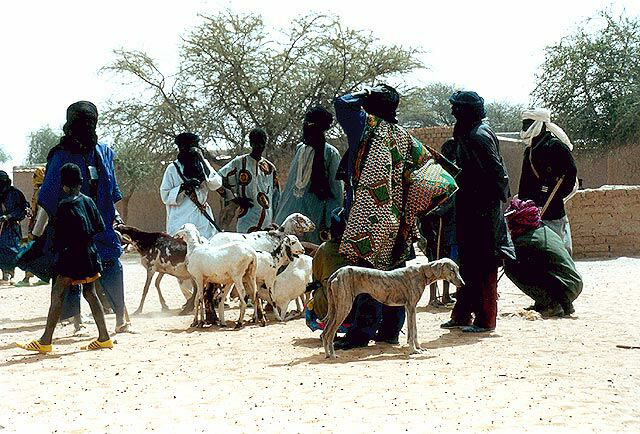
رعاة الماشية وكلاب الأزواخ في منطقة الساحل

يمتد الساحل على طول 5,900 كيلومتر (3,670 ميل) من المحيط الأطلسي في الغرب إلى البحر الأحمر في الشرق، في حزام يتراوح عرضه من عدة مئات إلى ألف كيلومتر (حوالي 600 ميل)، ويغطي مساحة 3,053,200 كيلومتر مربع (1,178,850 ميل2). وهي منطقة بيئية انتقالية من الأراضي العشبية شبه القاحلة والسافانا والسهوب والشجيرات الشائكة الواقعة بين السافانا السودانية المشجرة في الجنوب والصحراء الكبرى في الشمال.
تضاريس منطقة الساحل منبسطة في الغالب. تقع معظم المنطقة بين 200 و 400 متر (660 و 1,310 قدم) في الارتفاع. توجد العديد من الهضاب والسلاسل الجبلية المعزولة في منطقة الساحل، ولكن يتم تصنيفها على أنها مناطق بيئية منفصلة لأن نباتاتها وحيواناتها تختلف عن الأراضي المنخفضة المحيطة. يتراوح معدل هطول الأمطار السنوي من حوالي 100–200 مليمتر (4–8 بوصة) في شمال الساحل إلى حوالي 700–1,000 مليمتر (28–39 بوصة) في الجنوب.

## النباتات والحيوانات

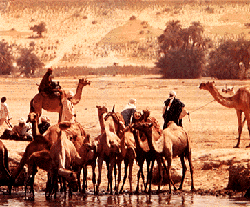
الجمل في تشاد

تُغطى منطقة الساحل في الغالب بالأراضي العشبية والسافانا، مع مساحات من الغابات والأراضي الشجرية. الغطاء العشبي ممتد إلى حد ما في جميع أنحاء المنطقة، حيث تهيمن عليه أنواع العشب السنوية مثل Cenchrus biflorus وSchoenefeldia gracilis والغفة. تعتبر أشجار السنط هي السائدة، والسنط الملتوي تحديدا يعد الأكثر شيوعًا، جنبًا إلى جنب مع أكاسيا السنغال والسنط السعيد. تشمل أنواع الأشجار الأخرى البلسان الإفريقي و الهجليج المصري والسنط الأبيض و Boscia senegalensis. في الجزء الشمالي من الساحل، توجد مناطق الشجيرات الصحراوية، بما في ذلك الثمام المنتقخ و Aristida sieberana، مع بعض الأراضي العشبية والسافانا. خلال موسم الجفاف الطويل، تفقد العديد من الأشجار أوراقها وتموت الحشائش السنوية في الغالب.
كانت منطقة الساحل في السابق موطنًا لأعداد كبيرة من الثدييات، بما في ذلك المها أبو حراب (Oryx dammah)، وغزال المهر (Gazella dama)، وغزال دوركاس (Gazella dorcas)، والغزال أحمر الجبهة (Gazella rufifrons)، والجاموس العملاق في عصور ما قبل التاريخ (Pelorovis) وحيرم الأطلس (Alcelaphus busephalus buselaphus)، جنبًا إلى جنب مع الحيوانات المفترسة الكبيرة مثل الكلب البري الإفريقي (Lycaon pictus)، وفهد شمال غرب إفريقيا (Acinonyx jubatus hecki)، و فهد شمال شرق إفريقيا (Acinonyx jubatus soemmeringii)، والأسد (Panthera leo). انخفض عدد الأنواع بشكل كبير من خلال الصيد الجائر والتنافس مع الماشية، والعديد من الأنواع مهددة بخطر انقراض أدني (كغزال دوركاس، الفهد، الأسد والغزال أحمر الجبه)، وأنواع مهددة بالانقراض (غزال المهر والكلب البري الإفريقي)، أو منقرضة (من المحتمل أن يكون المها ذو القرون قد انقرض في البرية).
تعتبر الأراضي الرطبة الموسمية في منطقة الساحل مهمة للطيور المهاجرة التي تتحرك داخل إفريقيا وكذلك من أجل مسارات الطيران الإفريقية الأوروبية الآسيوية.

## المناخ

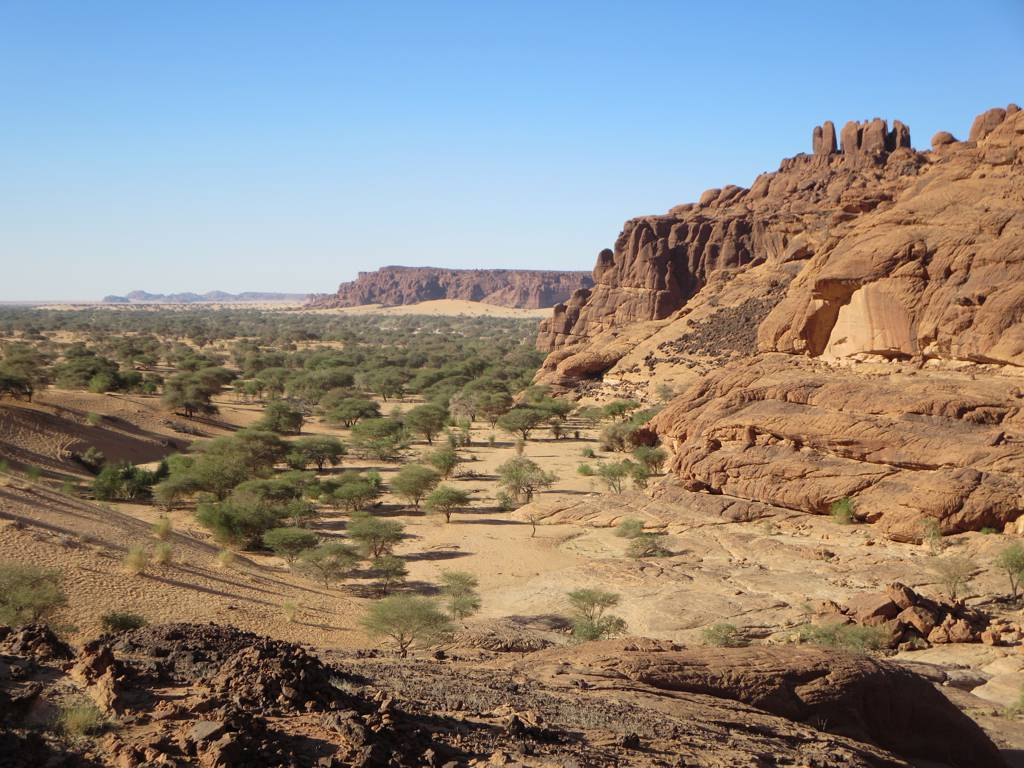
تقع هضبة إنيدي على حدود الصحراء والساحل

تتمتع منطقة الساحل بمناخ استوائي شبه جاف (BSh في تصنيف كوبن للمناخ). المناخ عادة حار ومشمس وجاف وعاصف إلى حد ما طوال العام. مناخ الساحل مشابه لمناخ الصحراء الواقعة في الشمال مباشرة، ولكنه أقل حدة منه.
يتلقى الساحل كمية قليلة إلى منخفضة جدًا من الأمطار سنويًا. تتميز السهوب بموسم جاف طويل جدًا وموسم ممطر قصير. كما أن هطول الأمطار غير منتظم للغاية، ويختلف بشكل كبير من موسم إلى آخر. تسقط معظم الأمطار عادة خلال أربعة إلى ستة أشهر في منتصف العام، بينما قد تظل الأشهر الأخرى جافة تمامًا. يستقبل الجزء الداخلي من منطقة الساحل بشكل عام ما بين 200 مم و 700 مم من المطر سنويا. غالبًا ما يتم اعتماد نظام التقسيمات الفرعية لمناخ الساحل بناءً على هطول الأمطار السنوي على النحو التالي: مناخ صحراوي ساحلي، بمتوسط هطول سنوي يتراوح بين حوالي 100 و 200 مم (مثل الخرطوم، السودان)، مناخ ساحلي، بمتوسط هطول سنوي يتراوح بين حوالي 200 و 700 مم (مثل نيامي والنيجر) ومناخ الساحل السوداني، مع متوسط هطول الأمطار السنوي بين حوالي 700 و 1200 مم (مثل باماكو ومالي). الرطوبة النسبية في السهوب منخفضة إلى منخفضة جدًا، غالبًا ما بين 10٪ و 25٪ خلال موسم الجفاف وبين 25٪ و 75٪ خلال موسم الأمطار. الأماكن الأقل رطوبة لها رطوبة نسبية أقل من 35٪.
يتميز الساحل بحرارة ثابتة وشديدة ودرجة حرارة غير متغيرة. نادرًا ما يعاني الساحل من درجات حرارة باردة. خلال الفترة الأكثر سخونة، يتراوح متوسط درجات الحرارة المرتفعة بشكل عام بين 36 و 42 °م (97 و 108 °ف) (وحتى أكثر في المناطق الأكثر سخونة)، غالبًا لأكثر من ثلاثة أشهر، في حين أن متوسط درجات الحرارة المنخفضة يتراوح بين 25 إلى 31 °م (77 إلى 88 °ف) . خلال «أبرد فترة»، يتراوح متوسط درجات الحرارة المرتفعة بين 27 و 33 °م (81 و 91 °ف) ومتوسط درجات الحرارة المنخفضة بين 15 و 21 °م (59 و 70 °ف). وفي كل منطقة الساحل يزيد متوسط درجة الحرارة عن 18 °م (64 °ف) .
تتمتع منطقة الساحل بفترة طويلة من التعرض لأشعة الشمس على مدار السنة، ما بين 2400 ساعة (حوالي 55٪ من ساعات النهار) و 3600 ساعة (أكثر من 80٪ من ساعات النهار). تقترب مدة سطوع الشمس في الساحل من مستويات الصحراء، وهي مماثلة لتلك الموجودة في الصحراء العربية على سبيل المثال، على الرغم من أن الساحل ليس سوى سهوب وليس صحراء. التغيم منخفض إلى منخفض جدًا. على سبيل المثال نيامي بالنيجر لديها 3082 ساعة من أشعة الشمس الساطعة. غاو بمالي لديها ما يقرب من 3385 ساعة من أشعة الشمس. تمبكتو بمالي لديها 3,409 ساعة مشمسة، ونجامينا بتشاد بها 3205 ساعة من ضوء الشمس.

## الحضارة

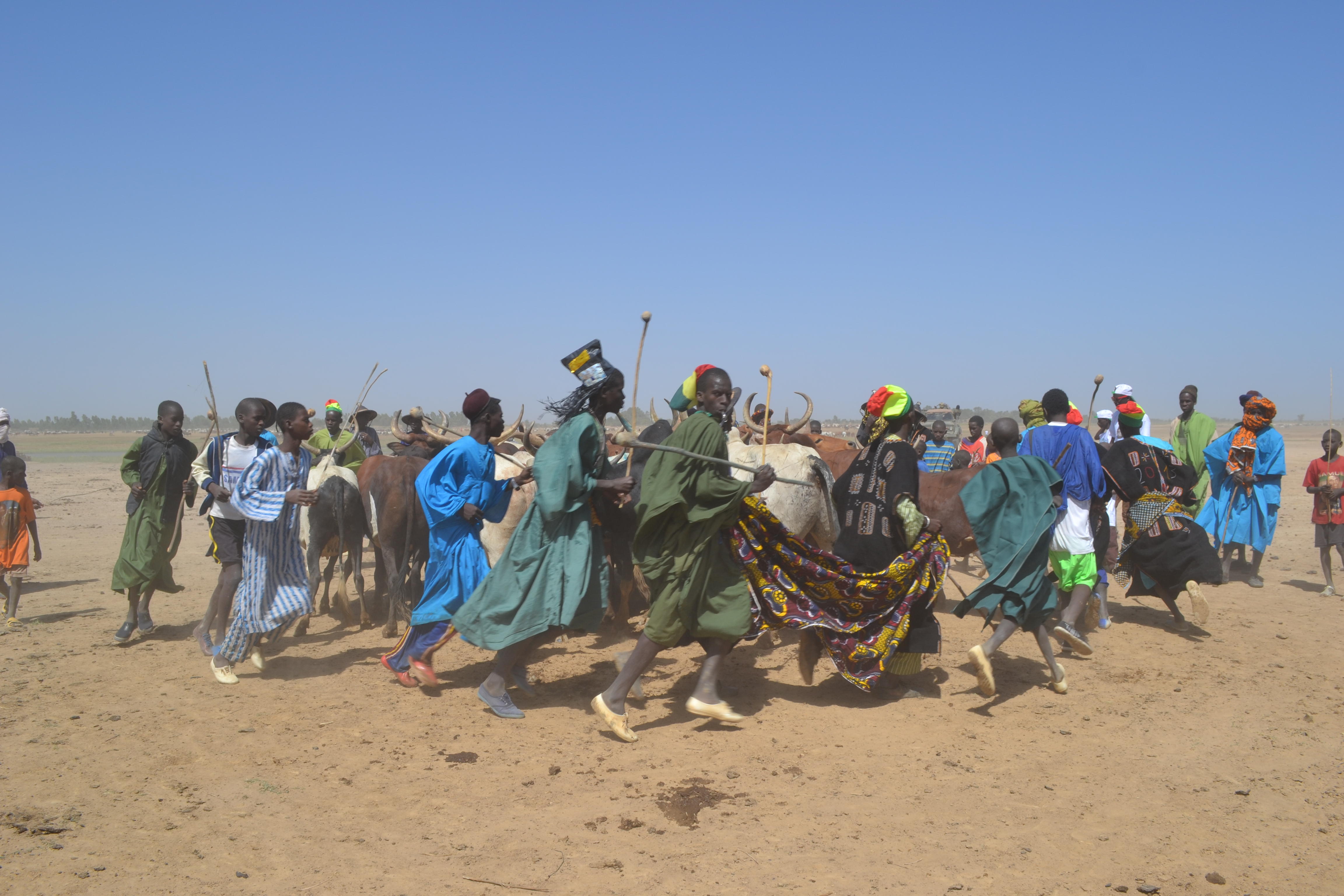
رعاة الفولاني في مالي

تقليديا، كان معظم الناس في منطقة الساحل شبه رحل، يربون الماشية بنظام الترحال، وربما تكون تلك الطريقة الأكثر استدامة في منطقة الساحل. يتم الانتفاع بالفرق بين الشمال الجاف الذي يحتوي على مستويات أعلى من مغذيات التربة والجنوب الأكثر رطوبة مع المزيد من الغطاء النباتي، من خلال جعل القطعان ترعى على أعلاف عالية الجودة في الشمال خلال موسم الأمطار، والقيام برحلات لعدة مئات من الكيلومترات إلى الجنوب للرعي على علف أكثر وفرة ولكن أقل تغذية خلال فترة الجفاف.
في غرب الساحل، يعد تعدد الزوجات وزواج الأطفال أمرًا شائعًا. كما يُمارس ختان الإناث في منطقة الساحل.

## التاريخ

### الزراعة المبكرة
حوالي 4000 قبل الميلاد، بدأ مناخ الصحراء والساحل في أن يصبح أكثر جفافاً بوتيرة سريعة للغاية. تسبب هذا التغير المناخي في تقلص البحيرات والأنهار بشكل كبير وتسبب في زيادة التصحر. هذا بدوره قلل من مساحة الأراضي المؤاتية للمستوطنات وتسبب في هجرات المجتمعات الزراعية إلى المناخ الأكثر رطوبة في غرب إفريقيا.

### ممالك الساحل

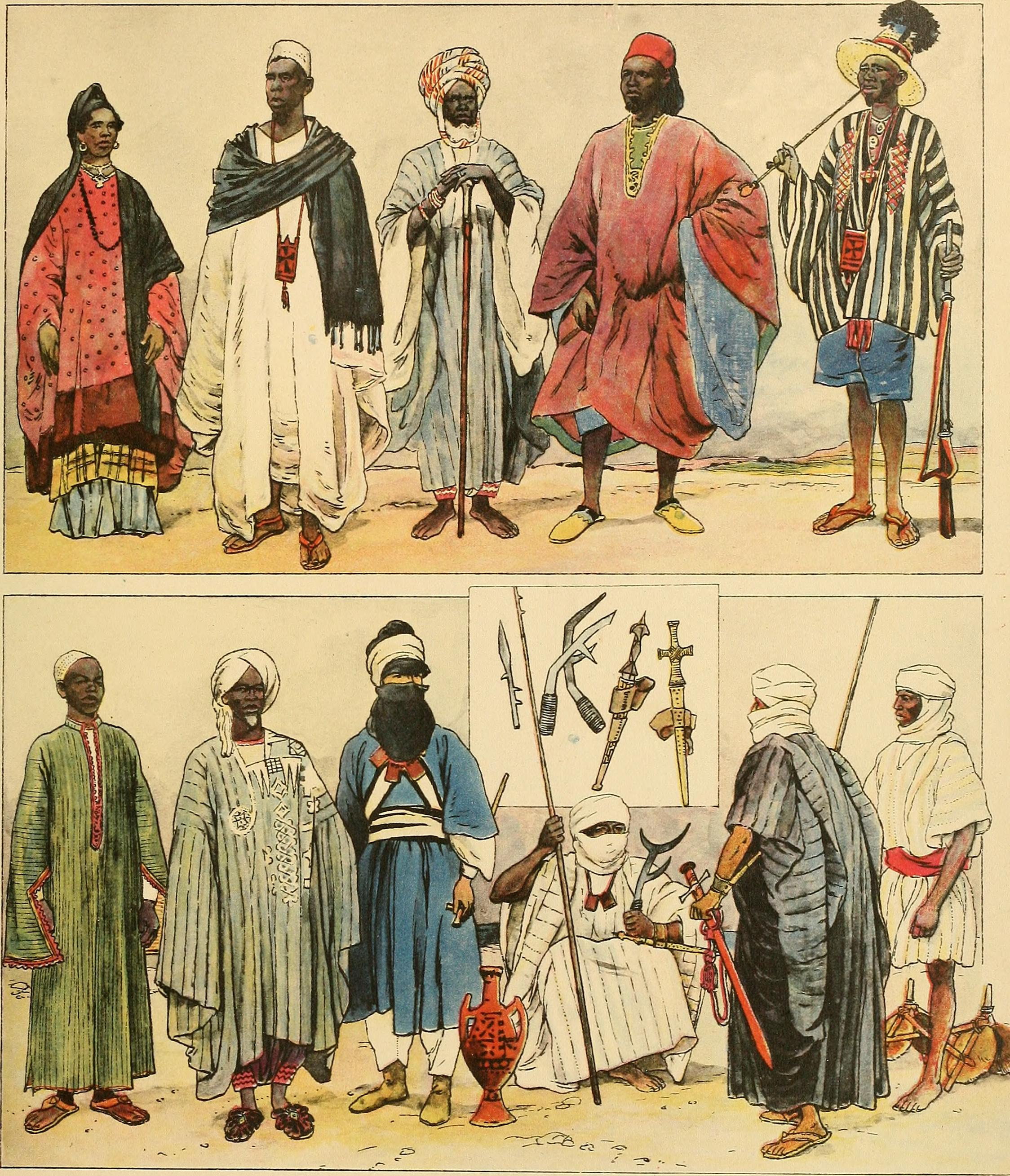
تصوير الجماعات العرقية في منطقة الساحل سنة 1905

كانت ممالك الساحل عبارة عن سلسلة من الملكيات التي تركزت في منطقة الساحل بين القرنين التاسع والثامن عشر. جاءت ثروة الدول من السيطرة على طرق التجارة عبر الصحراء، وخاصة مع العالم الإسلامي. جاءت قوتهم من امتلاك حيوانات كبيرة الحجم مثل الجمال والخيول التي كانت سريعة بما يكفي لإبقاء إمبراطورية كبيرة تحت السيطرة المركزية وكانت مفيدة أيضًا في الحروب. كانت كل هذه الإمبراطوريات لا مركزية تمامًا مع تمتع المدن بقدر كبير من الاستقلالية. ظهرت أول ممالك الساحل الكبرى بعد 750 بعد الميلاد ودعمت العديد من المدن التجارية الكبرى في منطقة نهر النيجر، بما في ذلك تمبكتو و جاو و جني.
لم تتمكن دول الساحل من التوسع جنوبًا إلى منطقة الغابات في ولاية أكان الشمالية لشعوب بونومان ويوروبا، حيث كان المحاربون الخيالة غير متمكنين في الغابات ولم تستطع الخيول والجمال البقاء على قيد الحياة بسبب الحرارة والأمراض في المنطقة.

### الفترة الاستعمارية
سقطت منطقة الساحل الغربي في يد فرنسا في أواخر القرن التاسع عشر كجزء من غرب إفريقيا الفرنسية. تمت إضافة تشاد في عام 1900 كجزء من إفريقيا الاستوائية الفرنسية. تم إنهاء الاستعمار الفرنسي في عام 1960.
لم يقع الساحل الشرقي (الجزء الذي يُعرف الآن بالسودان) في أيدي القوى الأوروبية، ولكن تم ضمه من قبل محمد علي ملك مصر في عام 1820. أصبحت تحت الإدارة البريطانية كجزء من سلطنة مصر عام 1914. أصبح الساحل السوداني جزءًا من السودان المستقل في عام 1956، وحصل جنوب السودان بدوره على استقلاله عن السودان في عام 2011.

## حالات الجفاف الأخيرة
منذ مئات السنين، شهدت منطقة الساحل حالات جفاف منتظمة وموجات شديدة. استمر الجفاف الضخم من 1450 إلى 1700، لـ 250 عامًا. حدث جفاف كبير في منطقة الساحل في عام 1914 بسبب الأمطار السنوية التي تقل عن المتوسط بكثير، مما أدى إلى مجاعة واسعة النطاق. من عام 1951 إلى عام 2004، شهدت منطقة الساحل بعضًا من أكثر حالات الجفاف شدة في إفريقيا. شهدت الستينيات زيادة كبيرة في هطول الأمطار في المنطقة، مما جعل الوصول إلى المنطقة الشمالية الأكثر جفافاً أكثر سهولة. كانت هناك حملة بدعم من الحكومات للناس للتحرك شمالًا. عندما بدأت فترة الجفاف الطويلة من عام 1968 حتى عام 1974، سرعان ما أصبح الرعي غير مستدام وتبع ذلك تعرية واسعة النطاق للتضاريس. مثل الجفاف في عام 1914، أدى ذلك إلى مجاعة واسعة النطاق، ولكن هذه المرة خففت إلى حد ما بسبب الدعم الدولي وتدفق المساعدات. أدت هذه الكارثة إلى تأسيس الصندوق الدولي للتنمية الزراعية.

### جفاف 2010
بين يونيو وأغسطس 2010، ضربت المجاعة منطقة الساحل. فشلت محاصيل النيجر في النضج في ظل الحر، وواجه 350 ألفًا المجاعة، وكان مليونا آخرين معرضين لخطر المجاعة. وبلغت درجة الحرارة في تشاد 47.6 °م (117.7 °ف) في 22 يونيو في فايا لارجو، محطمًا الرقم القياسي المسجل عام 1961 في نفس الموقع. سجلت النيجر أعلى درجة حرارة قياسية لها في عام 1998، في 22 يونيو أيضًا، وهي 47.1 °C في بيلما. تم كسر هذا الرقم القياسي في اليوم التالي، عندما بلغت بيلما 48.2 °م (118.8 °ف). وبلغت أعلى درجة حرارة مسجلة في السودان في 25 يونيو / حزيران 49.6 °م (121.3 °ف) في دنقلا، محطمة الرقم القياسي المسجل عام 1987. أعلنت النيجر في 14 يوليو / تموز أن الإسهال والمجاعة والتهاب المعدة والأمعاء وسوء التغذية وأمراض الجهاز التنفسي قد أدت إلى مرض أو قتل العديد من الأطفال. ناشد المجلس العسكري الجديد تقديم مساعدات غذائية دولية واتخذ خطوات جادة لطلب المساعدة من الخارج. في 26 يوليو، وصلت الحرارة إلى مستويات شبه قياسية في تشاد والنيجر،  وفي شمال النيجر توفي حوالي 20 شخصًا بسبب الجفاف بحلول 27 يوليو.

## التصحر وفقدان التربة
تواجه منطقة الساحل قضايا بيئية تساهم في ظاهرة الاحتباس الحراري. قيل أنه «إذا لم يتباطأ التغير في المناخ في منطقة الساحل، ولم يتم عكس التصحر من خلال الممارسات المستدامة وأي شكل من أشكال إعادة التحريج، فهي مسألة وقت فقط قبل أن تفقد بلدان مثل النيجر كامل أراضيها بسبب الصحراء بسبب عدم القدرة على الاستمرار الممارسات البشرية». :9تسبب الإفراط في الزراعة والرعي والانفجار السكاني بالأراضي الهامشية وتآكل التربة الطبيعي في تصحر خطير في المنطقة. وقد أثر ذلك على بناء المأوى، مما جعل من الضروري تغيير المواد المستخدمة. تم بدء مشروع Woodless Construction في الساحل في عام 1980 من قبل Development Workshop، وحقق منذ ذلك الحين تأثيرًا اجتماعيًا كبيرًا في المنطقة. هناك مبادرة رئيسية لمكافحة التصحر في منطقة الساحل من خلال إعادة التحريج والتدخلات الأخرى وهي الجدار الأخضر العظيم .
كما تتكرر حدوث العواصف الترابية الكبرى. خلال تشرين الثاني (نوفمبر) 2004، ضرب عدد من العواصف الترابية الكبرى تشاد، ونشأت في منخفض بوديلي. وهي منطقة معروفة بالعواصف الترابية، تحدث في المتوسط 100 يوم كل عام.
في 23 مارس 2010، ضربت عاصفة رملية كبيرة موريتانيا والسنغال وغامبيا وغينيا بيساو وغينيا وسيراليون الداخلية. وضربت عاصفة أخرى جنوب الجزائر وموريتانيا الداخلية ومالي وشمال ساحل العاج  في نفس الوقت.

## عدم الاستقرار والعنف
ساهمت المنظمات الإرهابية بما في ذلك بوكو حرام والقاعدة في بلاد المغرب الإسلامي (AQIM) العاملة في منطقة الساحل في العنف والتطرف وعدم الاستقرار في المنطقة. في آذار / مارس 2020، أرسلت الولايات المتحدة مبعوثًا خاصًا لمنطقة الساحل لمكافحة العنف المتصاعد من الجماعات الإرهابية.
بدأ المبعوث بيتر فام دوره الجديد في 1 مارس 2020. كان المبعوث الأمريكي الخاص لمنطقة البحيرات الكبرى بإفريقيا منذ نوفمبر 2018.
تفاقمت النزاعات العنيفة بين الرعاة والمزارعين في نيجيريا ومالي والسودان ودول أخرى في منطقة الساحل بسبب تغير المناخ وتدهور الأراضي والنمو السكاني. كما تم ربط حالات الجفاف ونقص الغذاء بالنزاع في شمال مالي.
في 9 يوليو / تموز 2020، أعربت الولايات المتحدة عن مخاوفها بشأن عدد متزايد من مزاعم انتهاكات حقوق الإنسان والانتهاكات التي ترتكبها قوات الأمن الحكومية في منطقة الساحل. جاء رد الولايات المتحدة بعد أن أفرجت هيومن رايتس ووتش عن وثائق تتعلق بهذا الأمر في 1 يوليو / تموز.

## مناطق محمية
تشمل المناطق المحمية في منطقة الساحل محمية فيرلو نورد للحياة البرية في السنغال، ومحمية السيلفو الرعوية والحيوانية الجزئية في منطقة الساحل في بوركينا فاسو، ومحمية أنسونجا ميناك الحيوانية في مالي، ومحمية تادريس في النيجر، ومنتزه وازا الوطني في الكاميرون.

## الدول
يمتد الساحل الإفريقي ليشمل كامل المسافة من المحيط الأطلسي إلى البحر الأحمر فيقع في أجزاء من:
- الجزائر (أقصى الجنوب)
- السنغال (شمالها)
- موريتانيا (جنوبها)
- مالي (وسطها)
- بوركينا فاسو (شمالها)
- النيجر
- نيجيريا (أقصى الشمال)
- جنوب السودان (أقصى الشمال)
- تشاد (وسطها)
- السودان (وسطها وجنوبها ولا سيما دارفور وكردفان)
- الرأس الأخضر
- جمهورية إفريقيا الوسطى (أقصى الشمال)
- إريتريا (أقصى الشمال)
- إثيوبيا (أقصى الشمال)

## روابط خارجية
- "Sahelian Acacia savanna". Terrestrial Ecoregions. World Wildlife Fund.
- World Wildlife Fund، المحرر (2001). "Sahelian Acacia savanna". WildWorld Ecoregion Profile. National Geographic Society. مؤرشف من الأصل في 2010-03-08.
- Azam (ed.), Conflict and Growth in Africa: The Sahel, Organisation for Economic Co-operation and Development (1999), (ردمك 92-64-17101-0).
- Lagha CHEGROUCHE, "L'arc géopolitique de l'énergie : le croissant énergétique, in Le Soir d'Algérie, 19/12/2010 باللغة الفرنسية